# HTTP Public Key Pinning
HTTP Public Key Pinning (HPKP) est un mécanisme de sécurité qui protège les sites internet de l'usurpation d'identité contre les certificats frauduleux émis par des autorités de certification compromises. HPKP est défini par la RFC 7469. Il est aujourd'hui déprécié dans Chrome qui recommande plutôt d'utiliser l'entête HTTP Expect-CT.

## Fonctionnement
À la première connexion réussie, le site présente une liste représentant les clés de confiances. Le navigateur mémorise cette liste.
Lors des connexions suivantes, si la clé de chiffrement présentée n'est pas présente dans la liste mémorisée, le navigateur refuse la connexion et bloque le site puis s'y reconnecte. 

## Mise en place
Le serveur doit présenter l'en-tête HTTP Public-Key-Pins en indiquant :
- Une liste représentant les clés de confiance
- La durée pendant laquelle cette liste doit être mémorisée

Pour être valide, la liste représentant les clés de confiance doit obligatoirement contenir une clé actuellement utilisée ainsi qu'une clé non utilisée (aussi appelée clé de sauvegarde).

## Browser support
HPKP est supporté par Firefox, Opera, mais pas par Internet Explorer/Edge. Chrome a annoncé son intention de supprimer HPKP en octobre 2017, l'a déprécié en avril 2018 dans sa version 67 et a arrêté de le supporter en décembre 2018 dans sa version 72.